# Química humida
La química humida és una forma de química analítica que utilitza mètodes clàssics com l'observació directa per analitzar materials. S'anomena química humida car la majoria de les anàlisis es fan en fase líquida. La química humida també s'anomena química de banc, ja que moltes proves es realitzen als bancs de laboratori.

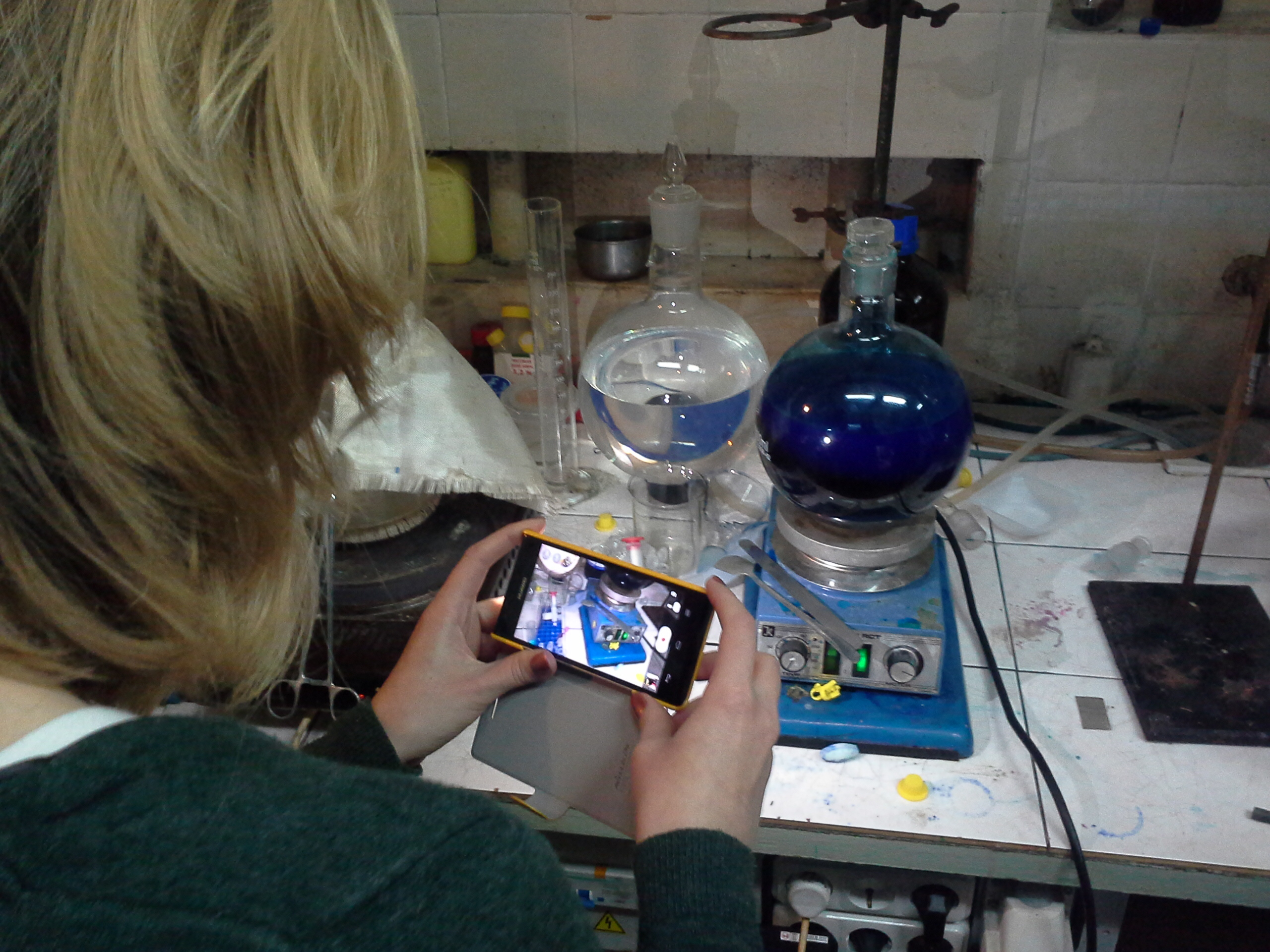

## Materials
La química humida utilitza habitualment material de vidre de laboratori com ara vasos i cilindres graduats per evitar que els materials es contaminin o interfereixin amb fonts no desitjades. La gasolina, els cremadors Bunsen i els gresols també es poden utilitzar per evaporar i aïllar substàncies en les seves formes seques. La química humida no es realitza amb cap instrument avançat, ja que la majoria de substàncies tenen un resultat d'interpretació immediata. Tot i que, s'utilitzen instruments senzills com les bàscules per mesurar el pes d'una substància abans i després que es produeixi un canvi. Molts laboratoris de secundària i universitat ensenyen als estudiants mètodes bàsics de química humida.

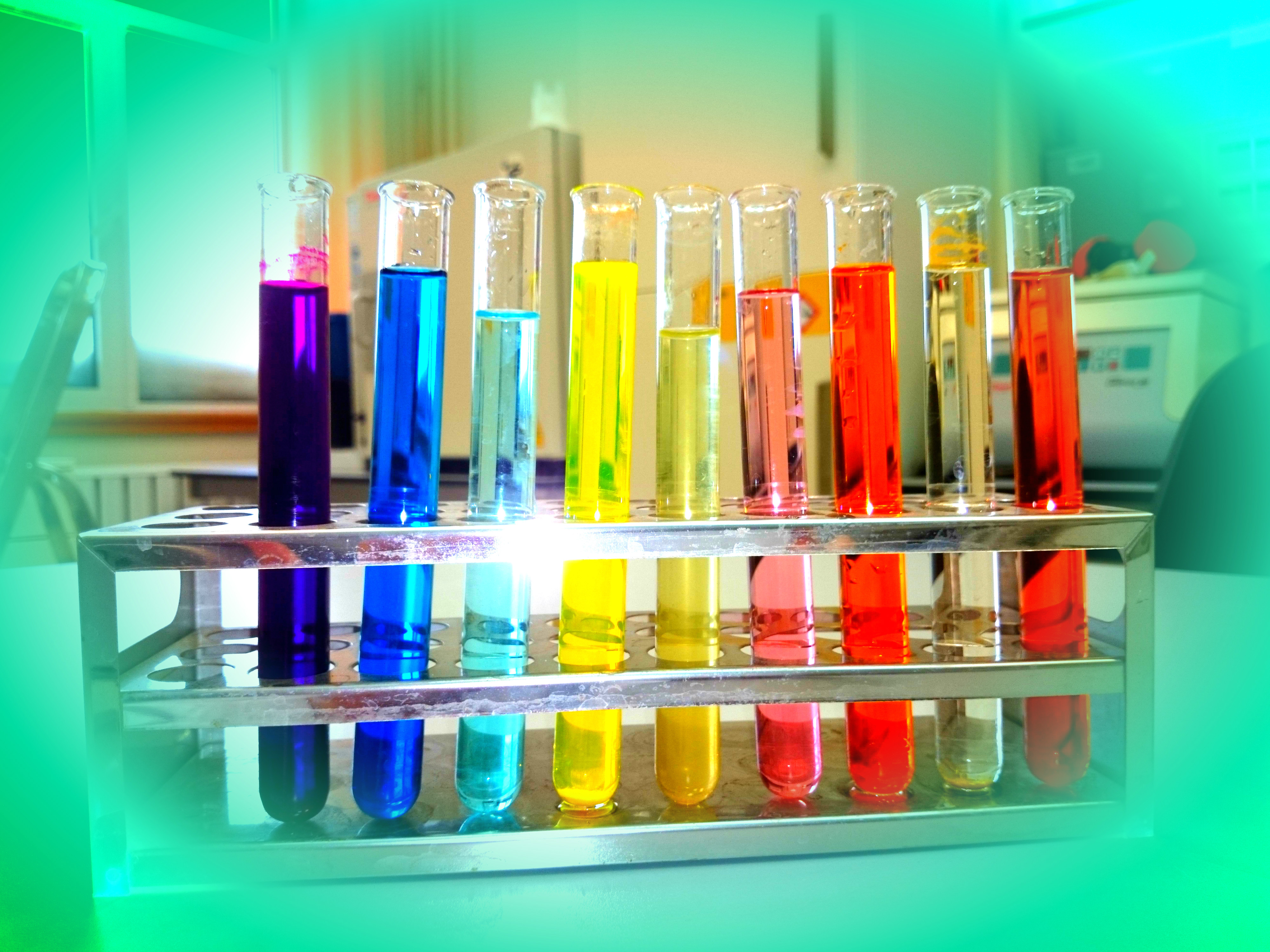
Solucions amb diferents coloracions

## Mètodes
Les anàlisis amb mètodes qualitatius fan servir canvis qualitatius com ara el color, olor, gust, textura tàctil, textura visual, terbolesa, etc. Els mètodes quantitatius utilitzen informació que es pot mesurar i quantificar per indicar un canvi. Això pot incloure canvis de volum, concentració, pes, etc. En aquest cas, ens ajudem d'instruments senzills de mesura.